# میانگین دمای جنبشی
میانگین دمای جنبشی ( MKT ) روشی ساده برای بیان اثر کلی نوسانات دما در طول ذخیره سازی یا حمل و نقل کالاهای فاسد شدنی است. MKT به طور گسترده در صنعت داروسازی استفاده می شود.
میانگین دمای جنبشی را می توان به صورت زیر بیان کرد:
{\displaystyle T_{K}={\cfrac {\frac {\Delta H}{R}}{-\ln \left({\frac {{t_{1}}e^{\left({\frac {-\Delta H}{RT_{1}}}\right)}+{t_{2}}e^{\left({\frac {-\Delta H}{RT_{2}}}\right)}+\cdots +{t_{n}}e^{\left({\frac {-\Delta H}{RT_{n}}}\right)}}{{t_{1}}+{t_{2}}+\cdots +{t_{n}}}}\right)}}}
File:Pakkanen.jpg
که در آن:
{\displaystyle T_{K}\,\!} میانگین دمای جنبشی بر حسب کلوین است.
{\displaystyle \Delta H\,\!} انرژی فعال سازی است (کیلوژول مول -1)
{\displaystyle R\,\!} ثابت گاز است (J*mol −1*K− 1)
{\displaystyle T_{1}\,\!} و {\displaystyle T_{n}\,\!} دما در هر یک از نقاط نمونه بر حسب کلوین است.
{\displaystyle t_{1}\,\!} و {\displaystyle t_{n}\,\!} فواصل زمانی در هر یک از نقاط نمونه هستند.
هنگامی که خوانش دما در یک بازه زمانی مشابه گرفته می شود. (i,e., t= t2 , ... =tn) معادله بالا به زیر کاهش می یابد:
{\displaystyle T_{K}={\cfrac {\frac {\Delta H}{R}}{-\ln \left({\frac {e^{\left({\frac {-\Delta H}{RT_{1}}}\right)}+e^{\left({\frac {-\Delta H}{RT_{2}}}\right)}+\cdots +e^{\left({\frac {-\Delta H}{RT_{n}}}\right)}}{n}}\right)}}}
جایی که:
عدد {\displaystyle n\,\!} تعداد نقاط نمونه دمایی است.